# 普魯士的路易·斐迪南王子 (1944—1977)
普鲁士的路易·斐迪南（德語：Louis Ferdinand von Preußen；1944年8月25日—1977年7月11日），全名路易·斐迪南·奥斯卡·克里斯蒂安（德語：Louis Ferdinand Oskar Christian）。普鲁士王位继承人，也被称为路易·斐迪南二世或小路易·斐迪南，绰号「路路」。父親是霍亨索伦家族首领老路易·斐迪南。
現任霍亨索伦家族族長格奥尔格·弗里德里希是其子。

## 生平
路易·斐迪南是德国王室首领、霍亨索伦家族首领老路易·斐迪南与夫人基拉·基里洛芙娜女大公的第三子。1967年，他主动请缨担任西德军队（国防军）与成为一名预备役军官的目标。1972年，他开始在一家银行工作，并继续定期担任他的军职。1977年，在一场军事演习中因为严重事故，他的腿被截肢。几个星期后7月11日，创伤感染不幸死于不来梅。

## 婚姻与子女
1975年5月24日，路易·斐迪南在吕登豪森与卡斯特尔-吕登豪森女伯爵多娜塔·爱玛结婚，有一子一女：
- 长子格奥尔格·弗里德里希·斐迪南（Georg Friedrich Ferdinand，1976年6月10日—），霍亨索伦家族首领。
- 长女考妮蕾-西塞尔·维多利亚·伊莲妮（Cornelie-Cécile Viktoria Irene，1978年1月30日—），遗腹女，她出生发育障碍；未婚。

路易·斐迪南的遺孀多娜塔·爱玛王妃后来嫁给奥尔登堡大公世子尼库劳斯的第四子腓特烈··奥古斯特。腓特烈·奥古斯特公爵正是路易·斐迪南亲王的前姐夫。